# Us3
Us3 is een jazzrap-band die in 1992 in Londen werd opgericht. Jazzrap is overigens een hiphopgenre.

## Geschiedenis
De band werd in 1993 beroemd met het nummer "Cantaloop (Flip Fantasia)", dat in de Nederlandse Top 40 de 18e plek bereikte en Alarmschijf. Dit nummer is een bewerking van Cantaloupe Island van Herbie Hancock.

## Discografie

### Albums
- 1993 - Hand on the torch
- 1997 - Broadway & 52nd
- 1997 - '97 Japan tour souvenir
- 2001 - An ordinary day in an unusual place

### Singles
- 1992 - Cantaloop
- 1993 - Yukka Toot's riddim
- 1993 - I got it goin' on
- 1994 - Eleven long years
- 1997 - Come on everybody (get down)
- 1997 - I'm thinking about your body
- 2001 - You can't hold me down
- 2002 - Get out